# Ytri-Flói
Ytri-Flói är en vik i republiken Island.   Den ligger i regionen Norðurland eystra, i den nordöstra delen av landet, 280 km nordost om huvudstaden Reykjavík.
Trakten ingår i den boreala klimatzonen. Årsmedeltemperaturen i trakten är −2 °C. Den varmaste månaden är juni, då medeltemperaturen är 9 °C, och den kallaste är december, med −14 °C.